# Уфімський (Ачитський міський округ)
Уфі́мський (рос. Уфимский) — селище у складі Ачитського міського округу Свердловської області.
Населення — 3015 осіб (2010, 3314 у 2002).
До 21 липня 2004 року селище мало статус селища міського типу.